# Okręty podwodne typu Diane (1926)
Okręty podwodne typu Diane – francuskie okręty podwodne z okresu dwudziestolecia międzywojennego i II wojny światowej. W latach 1927–1933 w stoczniach Chantiers et Ateliers Augustin Normand w Hawrze i Ateliers et Chantiers de la Seine-Maritime w Le Trait zbudowano dziewięć okrętów tego typu. Jednostki weszły w skład Marine nationale w latach 1932–1934 i pełniły służbę na Morzu Śródziemnym oraz Atlantyku. Wszystkie wzięły udział w działaniach wojennych, a od zawarcia zawieszenia broni między Francją a Niemcami znajdowały się pod kontrolą rządu Vichy. Podczas próby odparcia lądowania Aliantów w Afryce Północnej w listopadzie 1942 roku zostało zatopionych sześć okrętów tego typu, a ocalałe trzy jednostki weszły w grudniu w skład marynarki Wolnych Francuzów. Przetrwały działania wojenne, a w 1946 roku zostały sprzedane w celu złomowania.

## Projekt i budowa
Okręty podwodne typu Diane zamówione zostały w ramach programów rozbudowy floty francuskiej z 1926 (dwie jednostki), 1927 (trzy), 1928 (dwie) i 1929 roku (dwie ostatnie). Okręty, zaprojektowane przez Marie-Augustina Normanda i Fernanda Fenaux, należały do ulepszonej w stosunku do 600-tonowych typów Sirène, Ariane i Circé serii jednostek o wyporności 630 ton. Usunięto większość wad poprzedników: okręty charakteryzowały się wysoką manewrowością i krótkim czasem zanurzenia; poprawiono też warunki bytowe załóg.
Pięć okrętów typu Diane powstało w stoczni Augustin Normand w Hawrze, a cztery zbudowała stocznia Seine-Maritime w Le Trait . Stępki okrętów położono w latach 1928–1930, a zwodowane zostały w latach 1930–1933 .
| Okręt               | Stocznia         | Początek budowy  | Wodowanie         | Wejście do służby    |
| ------------------- | ---------------- | ---------------- | ----------------- | -------------------- |
| „Diane” (NN4)       | Augustin Normand | 4 stycznia 1928  | 13 maja 1930      | 1 września 1932      |
| „Méduse” (NN5)      | Augustin Normand | 1 stycznia 1928  | 26 sierpnia 1930  | 1 września 1932      |
| „Antiope” (Q160)    | Seine-Maritime   | 28 grudnia 1928  | 19 sierpnia 1930  | październik 1932     |
| „Amphitrite” (Q159) | Augustin Normand | 8 sierpnia 1928  | 20 grudnia 1930   | 8 czerwca 1933       |
| „Amazone” (Q161)    | Seine-Maritime   | 14 stycznia 1929 | 28 grudnia 1931   | 12 października 1933 |
| „Orphée” (Q163)     | Augustin Normand | 22 sierpnia 1929 | 10 listopada 1931 | 8 czerwca 1933       |
| „Oréade” (Q164)     | Seine-Maritime   | 15 sierpnia 1929 | 23 maja 1932      | 14 grudnia 1933      |
| „La Sibylle” (Q175) | Seine-Maritime   | 10 stycznia 1931 | 28 stycznia 1933  | 22 grudnia 1934      |
| „La Psyché” (Q174)  | Augustin Normand | 26 grudnia 1930  | 4 sierpnia 1932   | 23 grudnia 1933      |

## Dane taktyczno-techniczne
Jednostki typu Diane były średniej wielkości okrętami podwodnymi o konstrukcji dwukadłubowej. Długość między pionami wynosiła 64,4 metra, szerokość 6,2 metra i zanurzenie 4,3 metra . Wyporność normalna w położeniu nawodnym wynosiła 571 ton, a w zanurzeniu 809 ton. Okręty napędzane były na powierzchni przez dwa czterosuwowe silniki wysokoprężne Normand–Vickers o łącznej mocy 1400 KM. Napęd podwodny zapewniały dwa silniki elektryczne o łącznej mocy 1000 KM. Dwuśrubowy układ napędowy pozwalał osiągnąć prędkość 14 węzłów na powierzchni i 9 węzłów w zanurzeniu. Zasięg wynosił 2300 Mm przy prędkości 13,5 węzła w położeniu nawodnym (lub 4000 Mm przy prędkości 10 węzłów) oraz 82 Mm przy prędkości 5 węzłów w zanurzeniu . Zbiorniki paliwa mieściły 65 ton oleju napędowego. Dopuszczalna głębokość zanurzenia wynosiła 80 metrów .
Okręty wyposażone były w osiem wyrzutni torped: trzy stałe kalibru 550 mm na dziobie, jedną zewnętrzną kalibru 550 mm na rufie, podwójny zewnętrzny obracalny aparat torpedowy kalibru 550 mm oraz podwójny zewnętrzny obracalny aparat torpedowy kalibru 400 mm . Łącznie jednostki przenosiły dziewięć torped, w tym siedem kalibru 550 mm i dwie kalibru 400 mm . Uzbrojenie artyleryjskie stanowiło umieszczone przed kioskiem działo pokładowe kalibru 75 mm M1928 L/35 oraz pojedynczy wielkokalibrowy karabin maszynowy Hotchkiss kalibru 13,2 mm L/76. Jednostki wyposażone też były w hydrofony .
Załoga pojedynczego okrętu składała się z 3 oficerów oraz 38 podoficerów i marynarzy.

## Służba
Wszystkie okręty typu Diane weszły do służby w Marine nationale między 1932 a 1934 rokiem . Jednostki otrzymały numery burtowe NN4–NN5, Q159-Q161, Q163-Q164 i Q174–Q175 . W momencie wybuchu II wojny światowej pięć okrętów pełniły służbę na Morzu Śródziemnym: „Diane” była jednostką flagową 14. dywizjonu 2. Flotylli okrętów podwodnych w Oranie, a „Méduse”, „Amphitrite”, „La Psyché” i „Oréade” tworzyły 18. dywizjon w tej samej bazie . Pozostałe cztery okręty („Amazone” „Antiope”, „Orphée” i „La Sibylle”) służyły na Atlantyku w składzie 16. dywizjonu okrętów podwodnych w Cherbourgu . 
17 marca 1940 roku „Antiope”, „Amazone” i „La Sibylle” wraz z okrętem-bazą okrętów podwodnych „Jules Verne” wyszły z Brestu i via Cherbourg udały się do Harwich, gdzie w ramach Home Fleet utworzyły 10. Flotyllę okrętów podwodnych, mającą wspomóc Brytyjczyków w patrolach na Morzu Północnym . 14 kwietnia, już po rozpoczęciu inwazji Niemiec na Danię i Norwegię, do swoich siostrzanych jednostek dołączył „Orphée” . W końcu kwietnia na „Orphée” stwierdzono usterki niemożliwe do naprawy w stoczniach brytyjskich i 3 maja wraz innym uszkodzonym okrętem podwodnym „Pasteur” wyszedł on z Dover i udał się do Cherbourga  . 4 czerwca  „Antiope”, „Amazone” i „La Sibylle” wraz z pozostałymi francuskimi okrętami uczestniczącymi w kampanii norweskiej opuściły Dundee i powróciły do Brestu .
10 czerwca, po wypowiedzeniu wojny przez Włochy „Diane” udała się na patrol w rejon Gibraltaru . 18 czerwca, wobec zbliżania się wojsk niemieckich do portu w Breście, „Antiope”, „Amphitrite”, „Amazone”, „La Sibylle”, „Orphée” i „Méduse” ewakuowały się do Casablanki . W listopadzie 1940 roku jednostki te nadal przebywały w Casablance; „Diane” stacjonowała w Oranie, a „Oréade” i „La Psyché” stały rozbrojone w Tulonie .
22 kwietnia 1941 roku z Casablanki wyszły „Antiope”, „Méduse” i „Orphée”, udając się w rejs do Oranu . Jednostki przybyły do miejsca docelowego 24 kwietnia, po czym dwa ostatnie zostały pod dozorem w porcie. Dzięki temu 10 maja w morze mogły wyjść „Diane”, „Antiope”, „Eurydice” i „Thétis”, które 14 maja dotarły do Tulonu  .
W listopadzie 1942 roku, kiedy doszło do lądowania aliantów w Afryce Północnej, „Diane” znajdowała się w Oranie, a pozostałe osiem jednostek tego typu bazowało w Casablance. W wyniku ostrzału artyleryjskiego amerykańskich okrętów oraz ataków samolotów pokładowych w porcie i na redzie Casablanki zostało zatopionych pięć okrętów typu Diane („Amphitrite”, „Oréade”, „La Psyché”, „La Sibylle” i „Méduse”), a „Diane” została samozatopiona w Oranie . „Antiope”, „Amazone” i „Orphée” zdołały uniknąć zatopienia i w grudniu 1942 roku weszły w skład marynarki Wolnych Francuzów . W 1944 roku ocalałe okręty trafiły do rezerwy, a w 1946 roku zostały sprzedane w celu złomowania .